# Sonora Progresista
Sonora Progresista es un ejido del municipio de Cajeme ubicado en el sur del estado mexicano de Sonora, en la zona del valle del Yaqui. Según los datos del Censo de Población y Vivienda realizado en 2020 por el Instituto Nacional de Estadística y Geografía (INEGI), Sonora Progresista tiene un total de 315 habitantes.

## Geografía
Sonora Progresista se sitúa en las coordenadas geográficas 27°15'45" de latitud norte y 109°54'33" de longitud oeste del meridiano de Greenwich, a una elevación de 33 metros sobre el nivel del mar.